# Oxiacaque
Oxiacaque es una localidad del municipio de Nacajuca ubicado en la subregión centro del estado mexicano de Tabasco.

## Geografía
La localidad de Oxiacaque se sitúa en las coordenadas geográficas 18°12′53″N 92°56′49″O / 18.214722, -92.946944, a una elevación de 1 metro sobre el nivel del mar.

## Demografía
Según el Conteo de Población y Vivienda 2020, efectuado por el Instituto Nacional de Estadística y Geografía, la localidad de Oxiacaque tiene 2,067 habitantes, de los cuales 1,057 son del sexo masculino y 1,010 del sexo femenino. Su tasa de fecundidad es de 2.47 hijos por mujer y tiene 508 viviendas particulares habitadas.
| Gráfica de evolución demográfica de Oxiacaque entre 1900 y 2020 |
|                                                                 |
| INEGI.                                                          |